# 布魯斯冰原島峰
65°5′S 60°15′W / 65.083°S 60.250°W
布魯斯冰原島峰（英語：Bruce Nunatak）是南極洲的冰原島峰，位於葛拉漢地的奧斯卡二世海岸，屬於錫爾冰原島峰的一部分，處於唐納德冰原島峰以西4公里，在1902年由瑞典探險隊繪入地圖，現時由南極條約體系管理。